# Filipin
Filipin är en lek och minnestävling, likt ett vad med en dubbelkärning mandel eller nöt.
Om man hittar två nötter i samma skal, så kallade tvillingnötter, så äter man den ena själv och ger den andra till någon som vill leka filipin. Då gäller att nästa gång ni två träffas, eller på ett visst överenskommet datum säga ordet filipin. Den som kommer på att säga det först har vunnit denna lek. Oftast används krakmandel.
Leken finns i flera europeiska länder och i Sverige har man lekt filipin sedan 1800-talet.
Ordet är en förvrängning av tyskans vielliebchen, hjärtevän, eller litauiska filibas, ett litet par.